# Barbara Bush (nascida em 1981)
Barbara Pierce Bush (Dallas, 25 de novembro de 1981) é uma ativista norte-americana. Ela é cofundadora e presidente do conselho da organização sem fins lucrativos Global Health Corps. Ela e sua irmã gêmea, Jenna, são filhas do 43º presidente dos EUA, George W. Bush, e da ex-primeira-dama Laura Bush. Ela também é neta do ex-presidente George H. W. Bush e Barbara Bush, de quem recebeu o nome.

## Infância e educação

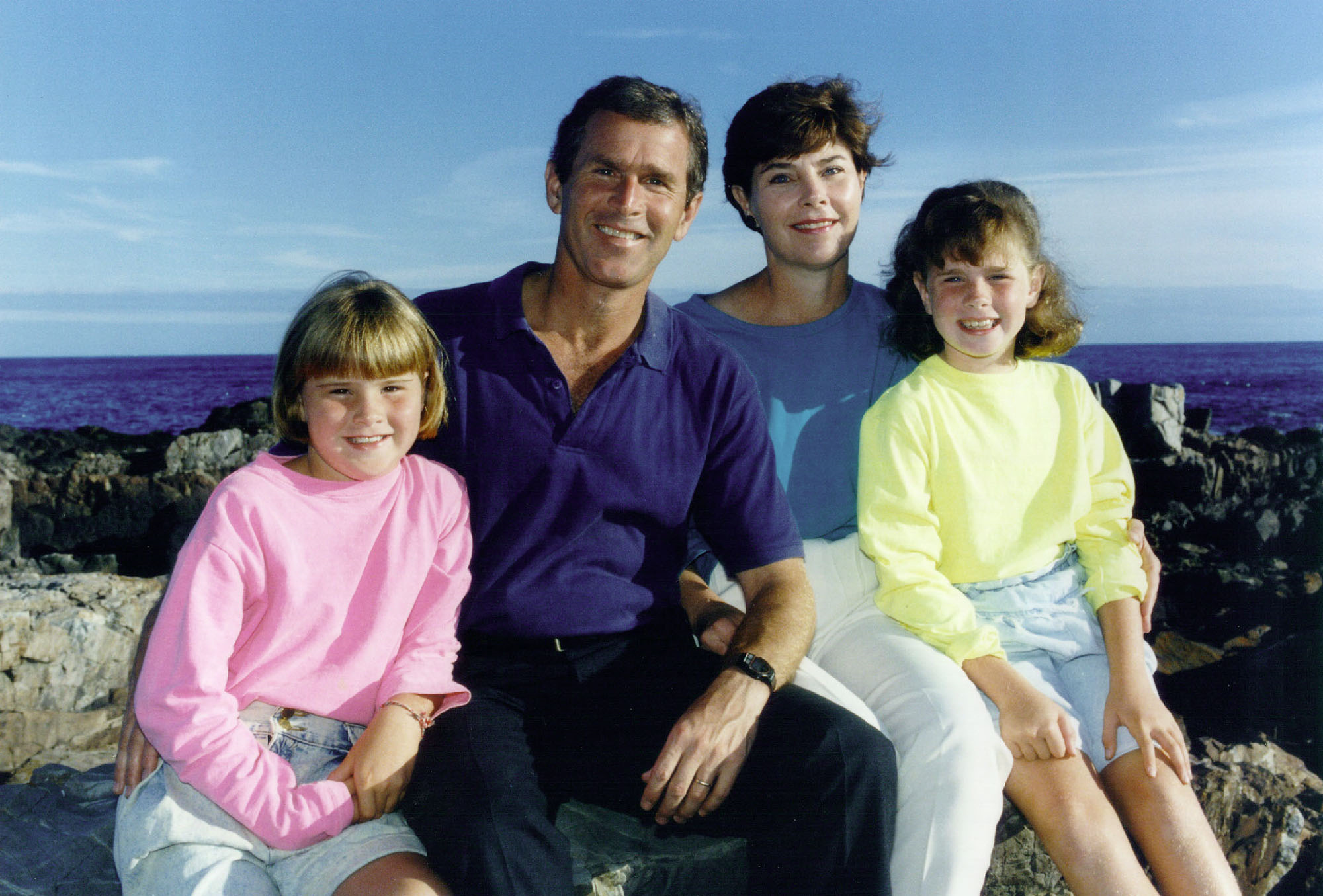
Barbara com seus pais, George W. Bush e Laura Bush e sua irmã, Jenna, em 1990

Barbara Pierce Bush nasceu em 25 de novembro de 1981 no Baylor University Medical Center em Dallas, Texas. Quando a família morava na seção Preston Hollow de Dallas, ela e sua irmã gêmea, Jenna, frequentaram a Preston Hollow Elementary School ; Laura Bush serviu na Associação de Pais e Professores de Preston Hollow naquela época. Mais tarde, Barbara e Jenna frequentaram a The Hockaday School em Dallas. Quando seu pai se tornou governador do Texas em 1994, Barbara frequentou a Escola Episcopal de St. Andrew em Austin, Texas. Ela começou a Austin High School em 1996, graduando-se com a turma de 2000. Barbara frequentou a Universidade de Yale, onde foi membro por herança (tipo de ingresso como membro especial quando alguém da sua família já havia sido membro daquela instituição) da Kappa Alpha Theta. Depois de se formar, ela morou no bairro de Greenwich Village, na cidade de Nova York .

## Smithsonian e ativismo na África
Ela trabalhou para o Cooper Hewitt, Smithsonian Design Museum, uma subsidiária da Smithsonian Institution. Anteriormente, ela havia trabalhado com pacientes de AIDS na África: Tanzânia, África do Sul e Botsuana, entre outros lugares, por meio de um programa patrocinado pela Iniciativa Internacional de AIDS em Pediatria da Baylor College of Medicine, com sede em Houston.

## Corpo Mundial de Saúde
Barbara é cofundadora e presidente de uma organização sem fins lucrativos focada em saúde pública, a Global Health Corps . O Global Health Corps oferece oportunidades para'que jovens profissionais de diversas origens trabalharem na linha de frente da luta pela equidade em saúde global. Em 2009, o Global Health Corps ganhou uma bolsa da Draper Richards Foundation, e Bush foi nomeada Echoing Green Fellow de 2009 por seu trabalho com o Global Health Corps. Bush também foi escolhida como uma dentre 14 palestrantes selecionados de um grupo de 1.500 candidatos para falar no evento TEDx Brooklyn em dezembro de 2010, onde falou sobre o Global Health Corps.

## Atividade política
Em 2011, Bush divulgou um vídeo com a Human Rights Campaign, a maior organização de direitos civis de lésbicas, gays, bissexuais e transgêneros (LGBT) do país, pedindo ao Estado de Nova York que legalize o casamento entre pessoas do mesmo sexo. "Sou Barbara Bush e sou uma nova-iorquina pela igualdade no casamento", disse ela na breve mensagem, patrocinada por um grupo de defesa. "Nova York é sobre justiça e igualdade. E todos devem ter o direito de se casar com a pessoa que amam." Bush juntou-se a outros filhos de políticos republicanos proeminentes – incluindo Meghan McCain e Mary Cheney – para endossar o casamento gay.
A formatura de Bush em Yale em maio de 2004 recebeu forte cobertura da mídia. Ela e Jenna fizeram várias aparições na mídia naquele verão antes da eleição presidencial de 2004 nos Estados Unidos, incluindo um discurso na Convenção Republicana em 31 de agosto. Ela e Jenna se revezaram viajando para estados importantes para a determinação do resultado da eleição presidencial, com seu pai e também deram uma entrevista de sete páginas e uma sessão de fotos na Vogue. Jenna mais tarde confirmou que Barbara e Jenna também desenvolveram uma amizade com as filhas de John Kerry, Alexandra e Vanessa, que fizeram campanha em nome de seu pai, Kerry. Bush se juntou a sua mãe em viagens diplomáticas à Libéria em janeiro de 2006 para participar da posse da presidenta Ellen Johnson Sirleaf e à Cidade do Vaticano para se encontrar com o Papa Bento XVI em fevereiro de 2006.
Ao contrário da maioria de seus parentes (mas como sua irmã gêmea Jenna), Bush não é membro do Partido Republicano. Em 2010, Bush e sua irmã disseram à People que preferiam não se identificar com nenhum partido político, afirmando: "Somos ambas pensadoras muito independentes".

## Vida pessoal
Bush e sua irmã são autoras do livro de memórias Sisters First: Stories from Our Wild and Wonderful Life, publicado em 2017. Em 7 de outubro de 2018, ela se casou com o roteirista Craig Coyne em uma cerimônia privada no complexo da família Bush em Kennebunkport, Maine, com apenas 20 pessoas presentes. Foi realizado em parte para que o avô de Bush, George HW Bush, cuja saúde estava em declínio na época, pudesse comparecer. Eles realizaram uma recepção de casamento adicional seis meses depois, em abril de 2019, com 100 convidados. A filha deles, Cora, nasceu em setembro de 2021.
- Bush, Barbara Pierce; Bush Hager, Jenna (2017). Sisters First: Stories from Our Wild and Wonderful Life. New York: Grand Central Publishing. ISBN 9781538711415. OCLC 972386724